# Марен Мерсенн
Маре́н Мерсе́нн (фр. Marin Mersenne; нар. 8 вересня 1588 року, Уазе, Франція — пом. 1 вересня 1648 року, Париж, там же) — французький математик, фізик, філософ і теолог. Протягом першої половини XVII століття був одним з координаторів наукового життя Європи, активно переписуючись практично з усіма видатними вченими того часу. Має також серйозні особисті наукові заслуги в області акустики та теорії музики.

## Біографія
Марсенн народився в селянській родині, в селищі Уазе; у наш час це департамент Сарта. Навчався в єзуїтському коледжі в Ла-Флеш, одночасно з Декартом.
1611 року Мерсенн приєднався до францисканського ордену «мінімів». Далі він продовжив навчання в Парижі. 1613 року був висвячений на священника, але не припинив навчання, зайнявшись математикою, музикою та філософією. Здійснив декілька подорожей по Європі, побував в Італії, Німеччини, Нідерландах та інших країнах. Під час поїздок знайомився з новими людьми, зав'язував листування, слухав лекції в місцевих університетах. Потім Мерсенн повернувся до Парижа, оселився в монастирі й наступні десятиліття віддав науці і викладанню філософії.
Протягом його тривалого перебування в Парижі у нього щотижня відбувались збори математиків і фізиків, з метою взаємного обміну думок та повідомлення результатів, доставлених вжитими дослідженнями. Пізніше, за сприяння Кольбера, з цього гуртка утворилася Паризька академія наук (1666).
Помер у віці 60 років від легеневого абсцесу.

## Наукова діяльність
Мерсенн вів надзвичайно жваве листування (латинською мовою), що становить величезний історичний інтерес. Серед його 78 кореспондентів, крім Декарта, були Галілей, Кавальєрі, Паскаль, Роберваль, Торрічеллі, Ферма, Гюйгенс, Гассенді та інші. Наукова періодика тоді не існувала, і діяльність Мерсенна значно сприяла швидкому прогресу фізико-математичних наук. 17-томне зібрання листування Мерсенна було видано у Парижі в 1932—1988 роках. Ґрунтуючись на його дослідженнях, французький математик Жозеф Совер пояснив феномен обертонів.
Особливо важливим спілкування з Мерсенном було для Декарта та Ферма. Мерсенн не тільки повідомляв Декарту про новітні наукові ідеї й досягнення, але також захищав його від нападок клерикальних кіл і допомагав у виданні праць. А про відкриття Ферма відомо практично тільки з його листування з Мерсенном, виданого посмертно.
У наші дні Мерсенн найбільше знаний як дослідник «чисел Мерсенна», які грають важливу роль в теорії чисел, криптографії та генераторах псевдовипадкових чисел. Завдяки численним дослідам над опором твердих тіл, над природою рідин, над коливанням пружних тіл він сприяв проясненню їхніх властивостей та відкриттю нових законів природи. Мерсенн один з перших оцінив швидкість звуку. Він описав схему дзеркального телескопа, пізніше реалізовану Ньютоном.
Мерсенн також видав переклад французькою мовою «Механіку» Галілея (1634), редагував видання Евкліда, Архімеда та інших античних класиків.

## Праці
Фізико-математичні твори
- Euclidis elementorum libri (Paris, 1626, коментарі до Евкліда)
- Les Mécaniques de Galilée (Paris, 1634, переклад останньої праці Галілея)
- Questions théologiques, physiques (1634)
- Traité de l'harmonie universelle (1636—1637, змістовна теорія музики та музичних інструментів)
- Nouvelles découvertes de Galilée (1639, відкриття Галілея)
- Cogitata physico-mathematica (Париж, 1644)
- Novae observationes physico-mathematicae (3 томи, Париж, 1647)
- Universae Geometriae mixtaeque Mathematicae synopsis (1664)

Філософські та теологічні твори
- Quaestiones celeberrimae in Genesim (1623, коментарі на Книгу Буття).
- L'impiété des déistes et des plus subtils libertins découverte et réfutée par raisons de théologie et de philosophie "(1624).
- La vérité des sciences contre les sceptiques et les pyrrhoniens (1638).